# カルガリー大学
カルガリー大学（カルガリーだいがく、University of Calgary）は、カナダ・アルバータ州にある総合大学。
創立は1966年。教育学部、人文学部、法学部、経営学部、社会学部、芸術学部、工学部、理学部、医学部、看護学部、獣医学部など16の学部と60以上の学科を有する。
学生数は約30,000人。またそれとは別に生涯教育プログラムを受講している学生が20,000人在籍している。
ダウンタウンから2km北にあり、市電が結んでいる。オリンピックオーバル (Olympic Oval) は1988年の冬季オリンピックはじめ、アイススケート世界大会が開かれる施設として有名である。

## 評価
オンラインでの露出度を測るWebometrics University Rankingsでは北米で45位、世界で50位にランクされている。
研究大学を評価するResearch Infosourceではカナダ国内で7位にランクされている。
大学の総合評価としてはThe Times Higher Education Supplementで世界166位にランクされており、2008年の順位では北海道大学と同じくらいの評価を受けている。
そのほかの大学総合評価機関でも150～200位にランクインすることが多い。

## 同大学出身の著名人
- スティーブン・ジョセフ・ハーパー：政治家、カナダ首相
- ジェームズ・ゴスリン：ソフトウェア開発者、オブジェクト指向プログラミング言語「Java」の生みの親
- テオ・デ・ラート：ソフトウェア開発者、OpenBSDプロジェクト代表
- ジョン・マレル：劇作家
- ロバート・サースク - 宇宙飛行士。国際宇宙ステーション滞在中に名誉博士号の授与式が行われた。
- 佐藤たまき ： 古生物学者。首長竜の化石研究分野の日本に於ける開拓者。
- オーエン・ハート - プロレスラー
- ジンダー・マハル - プロレスラー
- ギャレット・キャンプ - Uberの共同創業者
- ゲイリー・コヴァックス - AVG TechnologiesのCEO
- チップ・ウィルソン - ルルレモン・アスレティカの創設者